# Biologische antropologie

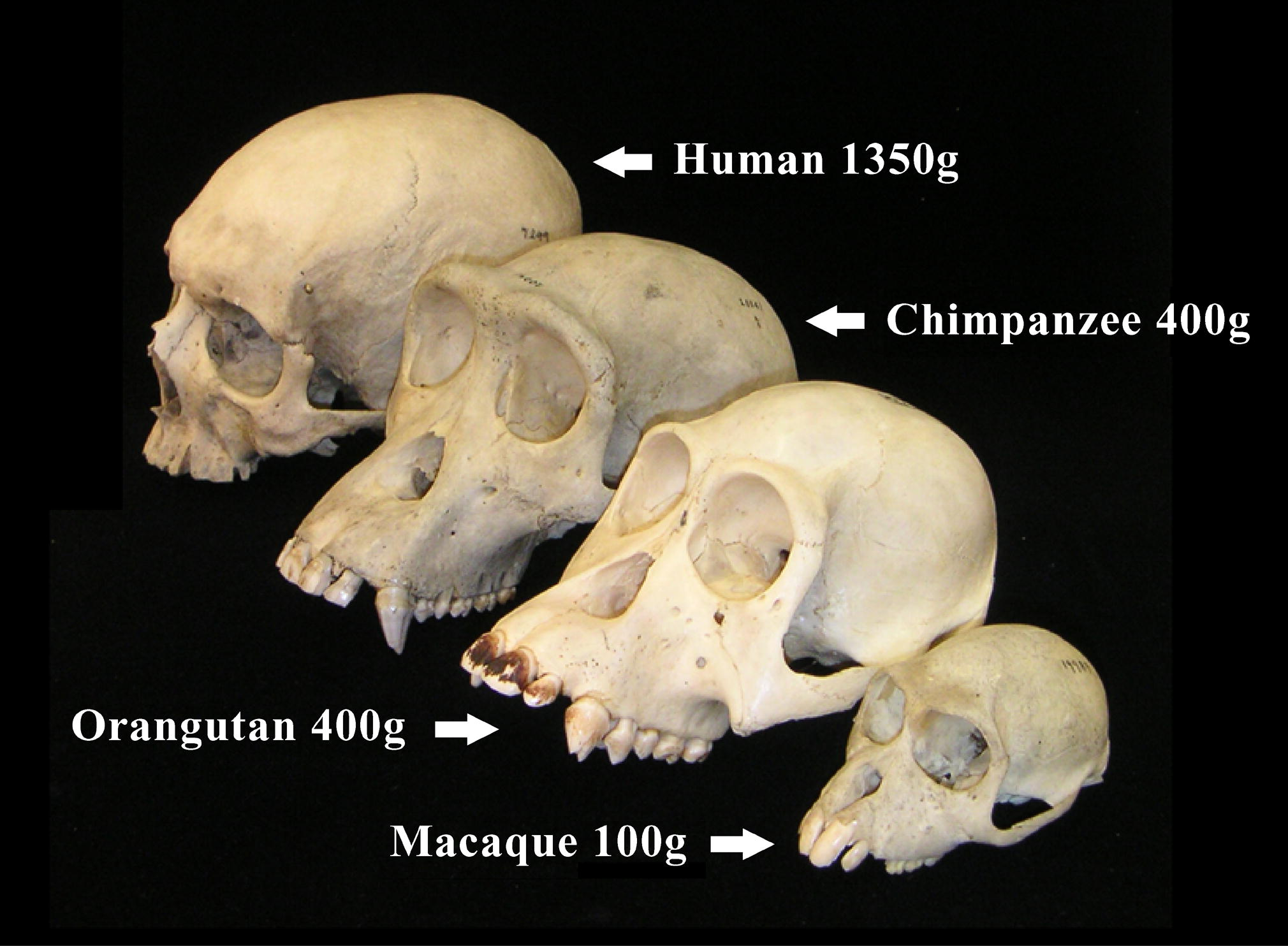
Vergelijking van schedels van mens, chimpansee, orang oetan en makaak

Biologische antropologie, kortweg bio-antropologie, antropobiologie of fysische antropologie is de wetenschap die de diversiteit bij de mens bestudeert vanuit een natuurwetenschappelijk kader. De bio-antropologie maakt gebruik van de natuurwetenschappen om de diversiteit bij de mens, in alle mogelijke vormen, nader te kunnen verklaren.
Biologische antropologie omvat een grote diversiteit aan onderzoeksterreinen:
- de menselijke evolutie en de evolutie van andere primaten,
- de fysieke aanpassing van de mens aan milieu-veranderingen,
- de verandering in het patroon van de groei van het menselijk lichaam door de eeuwen heen,
- de verscheidenheid in uiterlijk tussen verschillende etnische groepen,
- paleoantropologie,
- relevante genetische domeinen zoals moleculaire genetica, gedragsgenetica en ancient genomics,
- de studie van de sociale evolutie van de mens, zoals in de sociobiologie, de gedragsecologie en de evolutiepsychologie,
- de gerechtelijke/forensische antropologie,
- de leer van de voortbeweging en van het gedrag van primaten.